# Kamionka (Konin)
Pour les articles homonymes, voir Kamionka.
Kamionka (prononciation : [kaˈmjɔnka]) est un village polonais de la gmina de Kleczew dans le powiat de Konin de la voïvodie de Grande-Pologne dans le centre-ouest de la Pologne.
Il se situe à environ 8 kilomètres au nord-ouest de Kleczew (siège de la gmina), à 24 kilomètres au nord-ouest de Konin (siège du powiat) et à 80 kilomètres à l'est de Poznań (capitale régionale).
Le village possédait une population de 210 habitants en 2006.

## Histoire
De 1975 à 1998, le village faisait partie du territoire de la voïvodie de Konin.

Depuis 1999, Kamionka est situé dans la voïvodie de Grande-Pologne.